# Liste des autorités durant la papauté byzantine

Armoiries de l'Empire Byzantin (dynastie Palaiologos)

Les empereurs Byzantins, papes de Rome et patriarches de Constantinople se sont souvent opposés durant la papauté byzantine (537–752). Les prétendants au Siège apostolique ou au trône ont souvent conforté leur autorité en appuyant ou en tentant de renverser d'autres titulaires.
| Période | Pape                                                                  | Empereur                                                                               | Patriarche                                                                            |
| ------- | --------------------------------------------------------------------- | -------------------------------------------------------------------------------------- | ------------------------------------------------------------------------------------- |
| 537–552 | Vigile (537–555)                                                      | Justinien Ier le Grand (527–565)                                                       | Mennas (536–552)                                                                      |
| 552–555 | Vigile (537–555)                                                      | Justinien Ier le Grand (527–565)                                                       | Eutychius de Constantinople (552–565)                                                 |
| 555–561 | Pélage Ier (556–561)                                                  | Justinien Ier le Grand (527–565)                                                       | Eutychius de Constantinople (552–565)                                                 |
| 561–565 | Jean III (561–574)                                                    | Justinien Ier le Grand (527–565)                                                       | Eutychius de Constantinople (552–565)                                                 |
| 565–574 | Jean III (561–574)                                                    | Justin II (565–578)                                                                    | Jean III Scholastique (565–577)                                                       |
| 574–577 | Benoît Ier (575–579)                                                  | Justin II (565–578)                                                                    | Jean III Scholastique (565–577)                                                       |
| 577–578 | Benoît Ier (575–579)                                                  | Justin II (565–578)                                                                    | Eutychius de Constantinople (577–582), restauré                                       |
| 578–579 | Benoît Ier (575–579)                                                  | Tibère II Constantin (578–582)                                                         | Eutychius de Constantinople (577–582), restauré                                       |
| 579–582 | Pélage II (579–590)                                                   | Tibère II Constantin (578–582)                                                         | Eutychius de Constantinople (577–582), restauré                                       |
| 582–590 | Pélage II (579–590)                                                   | Maurice Ier Tibérius (582–602)                                                         | Jean IV le Jeûneur (582–595)                                                          |
| 590–596 | Grégoire Ier (590–604)                                                | Maurice Ier Tibérius (582–602)                                                         | Jean IV le Jeûneur (582–595)                                                          |
| 596–602 | Grégoire Ier (590–604)                                                | Maurice Ier Tibérius (582–602)                                                         | Cyriaque de Constantinople (596–606)                                                  |
| 602–604 | Grégoire Ier (590–604)                                                | Phocas le Tyran (usurpateur) (602–610)                                                 | Cyriaque de Constantinople (596–606)                                                  |
| 604–607 | Sabinien (604–606)                                                    | Phocas le Tyran (usurpateur) (602–610)                                                 | Cyriaque de Constantinople (596–606)                                                  |
| 607–608 | Boniface III (607)                                                    | Phocas le Tyran (usurpateur) (602–610)                                                 | Thomas Ier de Constantinople (607–610)                                                |
| 608–610 | Boniface IV (608–615)                                                 | Phocas le Tyran (usurpateur) (602–610)                                                 | Thomas Ier de Constantinople (607–610)                                                |
| 610–615 | Boniface IV (608–615)                                                 | Héraclius (610–641)                                                                    | Serge Ier de Constantinople (610–638)                                                 |
| 615–619 | Adéodat Ier (615–618)                                                 | Héraclius (610–641)                                                                    | Serge Ier de Constantinople (610–638)                                                 |
| 619–625 | Boniface V (619–625)                                                  | Héraclius (610–641)                                                                    | Serge Ier de Constantinople (610–638)                                                 |
| 625–638 | Honorius Ier (625–638)                                                | Héraclius (610–641)                                                                    | Serge Ier de Constantinople (610–638)                                                 |
| 638–640 | Interregnum                                                           | Héraclius (610–641)                                                                    | Pyrrhus de Constantinople (638–641)                                                   |
| 640     | Séverin (640)                                                         | Héraclius (610–641)                                                                    | Pyrrhus de Constantinople (638–641)                                                   |
| 640–641 | Jean IV (640–642)                                                     | Héraclius (610–641)                                                                    | Pyrrhus de Constantinople (638–641)                                                   |
| 641     | Jean IV (640–642)                                                     | Constantin III (Fév.-Mai 641) Héraclonas (Fév.-Sept. 641) coempereur Constant II (641) | Pyrrhus de Constantinople (638–641)                                                   |
| 641–642 | Jean IV (640–642)                                                     | Constant II, empereur unique (641–668)                                                 | Paul II de Constantinople (641–653)                                                   |
| 642–649 | Théodore Ier (642–649)                                                | Constant II, empereur unique (641–668)                                                 | Paul II de Constantinople (641–653)                                                   |
| 649–654 | Martin Ier (649–653)                                                  | Constant II, empereur unique (641–668)                                                 | Paul II de Constantinople (641–653)                                                   |
| 654–657 | Eugène Ier (654–657)                                                  | Constant II, empereur unique (641–668)                                                 | Pyrrhus de Constantinople restauré (654)- Pierre de Constantinople (654–666)          |
| 657–667 | Vitalien (657–672)                                                    | Constant II, empereur unique (641–668)                                                 | Pyrrhus de Constantinople restauré (654)- Pierre de Constantinople (654–666)          |
| 667–668 | Vitalien (657–672)                                                    | Constant II, empereur unique (641–668)                                                 | Thomas II de Constantinople (667–669)                                                 |
| 668–669 | Vitalien (657–672)                                                    | Constantin IV (668–685) Mezezios, usurpateur (668) coempereur Justinien II (681–685)   | Thomas II de Constantinople (667–669)                                                 |
| 669–672 | Vitalien (657–672)                                                    | Constantin IV (668–685) Mezezios, usurpateur (668) coempereur Justinien II (681–685)   | Jean V de Constantinople (669–675)                                                    |
| 672–675 | Adéodat II (672–676)                                                  | Constantin IV (668–685) Mezezios, usurpateur (668) coempereur Justinien II (681–685)   | Jean V de Constantinople (669–675)                                                    |
| 675–676 | Adéodat II (672–676)                                                  | Constantin IV (668–685) Mezezios, usurpateur (668) coempereur Justinien II (681–685)   | Constantin Ier de Constantinople (675–677)                                            |
| 676–677 | Donus (676–678)                                                       | Constantin IV (668–685) Mezezios, usurpateur (668) coempereur Justinien II (681–685)   | Constantin Ier de Constantinople (675–677)                                            |
| 677–678 | Donus (676–678)                                                       | Constantin IV (668–685) Mezezios, usurpateur (668) coempereur Justinien II (681–685)   | Théodore Ier de Constantinople (677–679)                                              |
| 678–679 | Agathon (678–681)                                                     | Constantin IV (668–685) Mezezios, usurpateur (668) coempereur Justinien II (681–685)   | Théodore Ier de Constantinople (677–679)                                              |
| 679–682 | Agathon (678–681)                                                     | Constantin IV (668–685) Mezezios, usurpateur (668) coempereur Justinien II (681–685)   | Georges Ier de Constantinople (679–686)                                               |
| 682–684 | Léon II (682–683)                                                     | Constantin IV (668–685) Mezezios, usurpateur (668) coempereur Justinien II (681–685)   | Georges Ier de Constantinople (679–686)                                               |
| 684–685 | Benoît II (684–685)                                                   | Constantin IV (668–685) Mezezios, usurpateur (668) coempereur Justinien II (681–685)   | Georges Ier de Constantinople (679–686)                                               |
| 685–686 | Jean V (685–686)                                                      | Justinien II, empereur unique (685–695)                                                | Georges Ier de Constantinople (679–686)                                               |
| 686–687 | Conon (686–687)                                                       | Justinien II, empereur unique (685–695)                                                | Interregnum                                                                           |
| 687–693 | Serge Ier (687–701) Théodore (antipape) (687) Pascal (antipape) (687) | Justinien II, empereur unique (685–695)                                                | Théodore Ier de Constantinople restauré en 686 - Paul III de Constantinople (687–693) |
| 693–695 | Serge Ier (687–701) Théodore (antipape) (687) Pascal (antipape) (687) | Justinien II, empereur unique (685–695)                                                | Callinique Ier de Constantinople (693–705)                                            |
| 695–698 | Serge Ier (687–701) Théodore (antipape) (687) Pascal (antipape) (687) | Léonce (695–698)                                                                       | Callinique Ier de Constantinople (693–705)                                            |
| 698–701 | Serge Ier (687–701) Théodore (antipape) (687) Pascal (antipape) (687) | Tibère III (698–705)                                                                   | Callinique Ier de Constantinople (693–705)                                            |
| 701–705 | Jean VI (701–705)                                                     | Tibère III (698–705)                                                                   | Callinique Ier de Constantinople (693–705)                                            |
| 705–708 | Jean VII (pape) (705–707)                                             | Justinien II, restauré (705–711)                                                       | Cyrus de Constantinople (705–711)                                                     |
| 708     | Sisinnius (708)                                                       | Justinien II, restauré (705–711)                                                       | Cyrus de Constantinople (705–711)                                                     |
| 708–711 | Constantin (708–715)                                                  | Justinien II, restauré (705–711)                                                       | Cyrus de Constantinople (705–711)                                                     |
| 711–712 | Constantin (708–715)                                                  | Philippicos (711–713)                                                                  | Interregnum                                                                           |
| 712–713 | Constantin (708–715)                                                  | Philippicos (711–713)                                                                  | Jean VI de Constantinople (712–715)                                                   |
| 713–715 | Constantin (708–715)                                                  | Anastase II (713–715)                                                                  | Jean VI de Constantinople (712–715)                                                   |
| 715–717 | Grégoire II (715–731)                                                 | Théodose III (715–717)                                                                 | Germain Ier (715–730)                                                                 |
| 717–730 | Grégoire II (715–731)                                                 | Léon III l'Isaurien (717–741) coempereur Constantin V (720–741)                        | Germain Ier (715–730)                                                                 |
| 730–731 | Grégoire II (715–731)                                                 | Léon III l'Isaurien (717–741) coempereur Constantin V (720–741)                        | Anastase de Constantinople (730–754)                                                  |
| 731–741 | Grégoire III (731–741)                                                | Léon III l'Isaurien (717–741) coempereur Constantin V (720–741)                        | Anastase de Constantinople (730–754)                                                  |
| 741–752 | Zacharie (741–752)                                                    | Constantin II de Constantinople, empereur unique (741–775)                             | Anastase de Constantinople (730–754)                                                  |

## Sources
- (en) Cet article est partiellement ou en totalité issu de l’article de Wikipédia en anglais intitulé « List of leaders during the Byzantine Papacy » (voir la liste des auteurs).